# Fotogramas de Plata 2021
La 72a cerimònia de lliurament dels Fotogramas de Plata 2021, lliurats per la revista espanyola especialitzada en cinema Fotogramas, va tenir lloc el 4 d'abril de 2022 al Teatro Eslava i fou presentada per Toni Acosta. Alhora fou retransmesa en directe al compte de twitter de la revista, presentat pel redactor en cap Roger Salvans i el col·laborador Javier P. Martin. També va comptar amb la presència d'Antonio Resines, que s'estava recuperant de les seqüeles del COVID-19.
La votació de 72 crítics de cinema per escollir els finalistes i les millors pel·lícules es fer pública el 25 de febrer de 2022. Aquest dia es va fer públiques la millor pel·lícula espanyola i la millor pel·lícula estrangera. Com a millor pel·lícula espanyola fou la més votada Espíritu sagrado de Chema García Ibarra (152 vots), que va superar Quién lo impide, de Jonás Trueba (123 vots) i El buen patrón, de Fernando León de Aranoa (91 vots). Com a millor pel·lícula estrangera fou la més votada First Cow de Kelly Reichardt (108 vots), que va superar The Power of the Dog de Jane Campion (83 vots) i Petite Maman de Céline Sciamma (80 vots). El dia 1 de març de 2022 es va fer pública la llista dels tres finalistes de cada categoria i el 4 de març es va acordar el Fotogramas per tota una vida a Ana Belén.

## Candidatures

### Millor pel·lícula espanyola
| Pel·lícula       | Director            | Resultat  |
| ---------------- | ------------------- | --------- |
| Espíritu sagrado | Chema García Ibarra | Guanyador |

### Millor pel·lícula estrangera
| Pel·lícula | Director        | Resultat  |
| ---------- | --------------- | --------- |
| First Cow  | Kelly Reichardt | Guanyador |

### Millor actriu de cinema
| actriu          | Pel·lícula               | Resultat  |
| --------------- | ------------------------ | --------- |
| Blanca Portillo | Maixabel                 | Nominat   |
| Penélope Cruz   | Madres paralelas         | Guanyador |
| Begoña Vargas   | Las leyes de la frontera | Nominat   |

### Millor actor de cinema
| Actor         | Pel·lícula     | Resultat  |
| ------------- | -------------- | --------- |
| Javier Bardem | El buen patrón | Guanyador |
| Luis Tosar    | Maixabel       | Nominat   |
| Paco León     | Mamá o papá    | Nominat   |

### Millor actor de televisió
| Actor           | Sèrie de televisió | Resultat  |
| --------------- | ------------------ | --------- |
| Javier Cámara   | Vamos Juan         | Guanyador |
| Álvaro Morte    | La casa de papel   | Nominat   |
| Carlos González | Maricón perdido    | Nominat   |

### Millor actriu de televisió
| Actriu             | Sèrie de televisió | Resultat  |
| ------------------ | ------------------ | --------- |
| Najwa Nimri        | La casa de papel   | Guanyador |
| Ana Rujas Guerrero | Cardo              | Nominat   |
| María Pujalte      | Venga Juan         | Nominat   |

### Millor actriu de teatre
| Actriu        | Muntatge                               | Resultat  |
| ------------- | -------------------------------------- | --------- |
| Belén Cuesta  | El hombre almohada                     | Nominat   |
| Irene Escolar | Atraco, paliza y muerte en Agbanäspach | Nominat   |
| Alba Flores   | Shock 2. La tormenta y la guerra       | Guanyador |

### Millor actor de teatre
| Actor/Companyia  | Muntatge                                  | Resultat  |
| ---------------- | ----------------------------------------- | --------- |
| Juan Diego Botto | Una noche sin luna                        | Guanyador |
| Francesco Carril | El bar que se tragó a todos los españoles | Nominat   |
| Imanol Arias     | La mort d'un viatjant                     | Nominat   |

### Tota una vida
| Intèrpret | Resultat   |
| --------- | ---------- |
| Ana Belén | Guanyadora |

### Millor sèrie espanyola segons els lectors
| Candidata        | Resultat  |
| ---------------- | --------- |
| La casa de papel | Guanyador |
| Maricón perdido  | Nominat   |
| La Fortuna       | Nominat   |

### Millor pel·lícula espanyola segons els lectors
| Candidata        | Resultat  |
| ---------------- | --------- |
| Madres paralelas | Guanyador |
| Maixabel         | Nominat   |
| El buen patrón   | Nominat   |